# Mississippi Delta Blues
Delta blues er en af de tidligste stilarter af blues musik. Det opstod i Mississippi-deltaet, en region i USA strækker sig fra Memphis, Tennessee, i nord til Vicksburg, Mississippi, i syd og fra Helena, Arkansas, i vest til Yazoo-floden i øst. Mississippi-deltaet er berømt for sin frugtbare jord og for sin fattigdom. Delta blues betragtes som en regional variant af landets blues. Guitar og mundharmonika er dens dominerende instrumenter; slide guitar (normalt spilles på en stål guitar) er kendetegnende for den stil. Vokalle stilarter i Delta blues spænder fra indadvendt og sjælfuld til lidenskabelig og fyrig.
Selv om Delta blues kan spores tilbage til århundredeskiftet omkring år 1900, blev stilarten først optaget på plade i 1920'erne. Denne bluesform har i lighed med andre bluesformer navn efter sit oprindelsessted, nemlig Mississippiflodens delta. Det er et område, der er præget af stor fattigdom og isolation fra omverdenen, og anses derfor for at være den bluesform, der mest ligner de afrikanske rødder til bluesmusikken.

## Udvikling
Det er ikke veldokumenteret, hvornår genren opstod i deltaet. Charley Patton er blevet betegnet som grundlægger af Delta blues, men han er blot en af flere omvandrende musikere, som inspirerede hinanden inden for det relativt begrænsede område. Hans første indspilninger for et pladeselskab fandt sted hos Paramount i Grafton i juni 1929 og maj 1930.
Freddie Spruell er nævnt som den første, der fik optaget en sang, "Milk Cow Blues", som blev optaget i Chicago juni 1926. Tommy Johnson og Ishmon Bracey fik en pladekontrakt med Victor i Memphis i 1928. Son House indspillede sit første album i Grafton, Wisconsin, for Paramount Records i 1930. Robert Johnson havde turneret i flere år, da han indspillede sine to eneste plader på ARC, i San Antonio i 1936 og Dallas i 1937. Alle Robert Johnsons numre anses for klassiskere og er blevet genindspillet i fuldt omfang (alle 29 numre) af Peter Green (Peter Green Splinter Group) på Me and the Devil fra 2001 og delvis af Eric Clapton på Me and Mr. Johnson med 14 numre.

## Stil
Stilarten er præget af en stor frihed i formen. Selv om den gængse 12-takters form normalt kan skelnes, brydes den meget ofte med lange tekstlinjer og improvisation. Da sangeren normalt akkompagnerede sig selv på guitar, er der mange eksempler på at taktslagene ikke er faste. Slideguitar er meget almindeligt, der bruges ofte dobro til det formål, og sangformen kan være rå, ofte rent deklamerende.
Teksterne handler som mange andre bluessange om slaveri, fattigdom, ulykkelig kærlighed og andre former for problemer. Som et særligt træk findes der en række sange, der omhandler naturkatastroferne i Deltaet. I 1892 var det en bille, boll weevil, der ødelagde bomuldsmarkerne, hvilket blandt andre Charley Patton har beskrevet.(I Mississippi Bo Weavil Blues). Da digerne i området brød sammen i 1927 med store oversvømmelser til følge, skabte det store oversvømmelser, som blandt andet er foreviget i Bessie Smith' Back Water Blues og Pattons High Water Everywhere. En del af teksterne har tydelige seksuelle undertoner, og er derfor blevet betegnet som dirty blues, ligesom Robert Johnson blev kritiseret for at udøve "djævelens musik"

### Typiske repræsentanter for Delta Blues
- Big Bill Broonzy
- Big Joe Williams
- Bukka White
- Charley Patton
- David Honeyboy Edwards
- Mississippi Fred McDowell
- Mississippi John Hurt
- Robert Johnson
- Robert Nighthawk
- Skip James
- Son House
- Sonny Boy Williamson II.
- Tommy Johnson
- Willie Brown
- Alvin Youngblood Hart